# 577 v.Chr.
Het jaar 577 v.Chr. is een jaartal volgens de christelijke jaartelling.

## Gebeurtenissen

### Griekenland
- Archestratidas wordt benoemd tot archont van Athene.

## Verschenen
- Een leerboek in de sterrenkunde van Labashi.

## Geboren
- Annei (577 v.Chr. - 510 v.Chr.), keizer van Japan